# Microsoft Office Mix
Microsoft Office Mix (или просто «Office Mix») — сервис, предлагавшийся Microsoft как часть пакета приложений Office. Впервые был представлен в 2014 году и являлся частью подписки на Office 365. Поддержка сервиса была прекращена 1 мая 2018 года. Веб-сайт Office Mix остаётся активным, однако при посещении сайта отображается сообщение о том, что сервис сейчас недоступен.
Office Mix являлся дополнением к Office, интегрированным в программу PowerPoint и задумывался как образовательный сервис, помогающий учителям создавать интерактивные учебные презентации. Дополнение позволяло пользователю выполнять различные задачи, такие как вставка рукописного текста, повествования, опросов и снимков экрана непосредственно в презентацию. Сервис позволял пользователям делиться своими работами путём экспорта в формат компьютерного видео и публиковать их на онлайн-платформе Office 365 Video, а также при помощи инструментов аналитики видеть статистические данные о пользователях, просматривающих работы. Сервис был доступен для Office 2013 и Office 2016 и только для операционной системы Windows.

## Прекращение поддержки
С 1 мая 2018 года Microsoft официально прекратил поддержку Office Mix. Сервис стал недоступным для всех клиентов после того, как пользователям было отправлено уведомление по электронной почте, в котором им предлагалось в течение несколько месяцев извлечь свой контент с платформы до её закрытия. После прекращения поддержки функции Office Mix были встроены в программу PowerPoint для пользователей, которые получили Office по подписке на Office 365, остающиеся доступными.